# Марк Клавдій Марцелл (претор)
Марк Клавдій Марцелл (лат. Marcus Claudius Marcellus, близько 128 до н. е. —після 70 до н. е.) — політичний діяч Римської республіки.

## Життєпис
Походив з роду нобілів Клавдіїв Марцеллів. У 110–109 роках до н. е. відвідав Афіни разом з Луцієм Ліцинієм Крассом. У 91 році до н. е. обіймав посаду курульного еділа, а між 88 і 76 роками до н. е. — претора.
У 74 році до н. е. намагався захистити свого підопічного Публія Юнія від несправедливості міського претора Гая Верреса. У 73 році до н. е. входив до ради при консулах і згаданий в постанові сенату про громадян м. Оропа як старший преторій.

## Родина
- Марк Клавдій Марцелл, консул 51 року до н. е.
- Гай Клавдій Марцелл, консул 49 року до н. е.